# پرسیکاریا ویرجینیایی
پرسیکاریا ویرجینیایی (نام علمی: Persicaria virginiana) نام یک گونه از تیره هفت‌بندیان است.